# Tamasu (Unternehmen)
Tamasu K.K. (jap. 株式会社タマス, Kabushiki kaisha Tamasu) ist ein japanischer Hersteller von Tischtennis-Zubehör, vor allem aber der Beläge für Tischtennisschläger, unter der Marke Butterfly.
Das Unternehmen wurde 1950 von dem ehemaligen Tischtennis-Nationalspieler Hikosuke Tamasu (* 20. August 1920; † 22. Juli 2004) in Yanai gegründet. Ab 1993 wurde das Unternehmen vom Sohn des Firmengründers Kimihiko Tamasu geleitet. Gegenwärtig (2023) steht Takako Osawa dem Unternehmen vor. Der heutige Unternehmenssitz ist Suginami.
Das Unternehmen besitzt Auslandstöchter in Krefeld, Deutschland (Tamasu Butterfly Europa GmbH, TBE), Shanghai, Volksrepublik China (Tamasu Butterfly China, TBC) Seoul, Südkorea (Tamasu Butterfly Korea, TBK) und Bangkok, Thailand (Tamasu Butterfly Thailand, TBT) Co., Ltd.  .
Viele Spitzenspieler wie Zhang Jike, Timo Boll, Dimitrij Ovtcharov, Werner Schlager, Kalinikos Kreanga, Michael Maze, Oh Sang Eun, Zhang Yining, Zoran Primorac, Holger Nikelis, Ai Fukuhara, Fan Zhendong verwenden Produkte des Unternehmens.

## Tamasu Butterfly Europa
Die europäische Tochtergesellschaft Tamasu Butterfly Europa GmbH wurde 1973 in Moers (Deutschland) gegründet. 2015 erfolgte die Sitzverlegung nach Krefeld. Von 1973 bis 1985 wurde die Gesellschaft von Béla Simon, dem Ehemann von Agnes Simon, geleitet. Dessen Nachfolger war Hideyuki Kamizuru, der Ehemann der deutschen Tischtennis-Nationalspielerin Ursula Hirschmüller. Gegenwärtig (2023) ist Takako Osawa alleinige Geschäftsführerin, die auch Tamasu K.K. leitet.
In den 1970er Jahren gab die Firma die Zeitschrift tischtennis-report heraus.